# Tomo Sakurai
Tomo Sakurai (jap. 桜井 智, Sakurai Tomo; * 10. September 1971 in Ichikawa, Chiba, Japan; † 13. August 2025) war eine japanische Seiyū. Ihr bürgerlicher Name war Tomoe Hatta (八田 友江, Hatta Tomoe).

## Sprechrollen (Auswahl)
- Akazukin Chacha: Mari
- El Hazard: Shayla-Shayla
- Kaitō Saint Tail: Haneoka Meimi
- Macross 7 & Macross 7 Dynamite: Mylene Jenius
- Project A-ko: Tomo
- Rurōni Kenshin: Makimachi Misao
- Super Doll Licca-chan: Doll Licca
- Shakugan no Shana (Chigusa Sakai)